# Zielenczukskaja
Zielenczukskaja (ros. Зеленчукская) – stanica w Rosji, w Karaczajo-Czerkiesji, ośrodek administracyjny rejonu zielenczukskiego. W 2010 liczyła 19 449 mieszkańców.